# سجل مرتكبي الجرائم الجنسية
يُعتبر سجل مرتكبي الجرائم الجنسية في العديد من الدول نظاماً مصمماً ليسمح للسلطات الحكومية بمتابعة تحركات مرتكبي الجرائم الجنسية، بمن فيهم أولئك الذين قضوا عقوباتهم الجنائية. وفي بعض الولايات القضائية، حيث يمكن تسجيل مرتكبي الجرائم الجنسية، يكون التسجيل مصحوباً بمتطلبات إشعار عنوان السكن، ويخضع مرتكبو الجرائم الجنسية المسجلون في العديد من الولايات القضائية لقيود إضافية، بما يتضمن الإسكان، ويخضع الذين أُخلي سبيلهم بشروط أو وُضعوا تحت المراقبة ممن ارتكبوا جرائم جنسية لقيود لا تنطبق على نظرائهم من مرتكبي الجرائم الأخرى، وقد تتضمن أحياناً (أو اقتُرح أن تتضمن) قيوداً على الوجود في حضرة أشخاص دون السن القانوني (سن الرشد)، أو السكن على مقربة من مدرسة أو مركز للرعاية النهارية، أو امتلاك ألعاب أو أدوات تستهدف الأطفال، أو استخدام الإنترنت.
توجد سجلات مرتكبي الجرائم الجنسية في العديد من بلدان العالم الناطقة بالإنجليزية وغيرها، بما فيها أستراليا وكندا ونيوزلندا والولايات المتحدة وترينداد وتوباغو وجمايكا وجنوب أفريقيا والمملكة المتحدة وإسرائيل وجمهورية أيرلندا، وتُعتبر الولايات المتحدة الدولة الوحيدة التي تمتلك سجلاً متاحاً للعامة، بينما تكون سجلات مرتكبي الجرائم الجنسية في جميع الدول الأخرى المتحدثة بالإنجليزية متاحةً للجهات المعنية بتطبيق القانون وحفظ النظام فقط.
يكون التسجيل مطلوباً في النظم القائمة على الجريمة عندما يُدان شخص ما (أو في بعض الولايات القضائية، يُفصل في قضيته باعتباره قاصراً جانحاً، أو غير مذنب بسبب إصابته بالجنون، أو غير مسؤول جنائياً) بإحدى الجرائم المُدرجة التي تستوجب التسجيل، وفي نظام الولايات المتحدة الفدرالي، يتم إدخال الأشخاص المسجلين في برنامج تصنيف اعتماداً على الجريمة المدانين بها، وقد اقتُرحت أنظمة قائمة على الخطر ولكن لم تُطبق حتى بطباعتها.
في الولايات المتحدة، تطبق الغالبية العظمى من الولايات سجلات قائمة على الجريمة، تاركةً مستوى الخطر الفعلي للجاني وشدة الجريمة دون تحديد، من جهة أخرى تتعرض الولايات القليلة التي تطبق النظم القائمة على الخطر للضغط من قبل الحكومة الفدرالية للبلاد لتبنّي النظم القائمة على الجريمة بما يتوافق مع قانون آدم والش لحماية الطفل وسلامته، وقد أظهرت الدراسات أن أدوات تقييم الخطر الأكتوراية تتفوق باستمرار على النظام القائم على الجريمة الذي يفرضه القانون الفدرالي، وكنتيجة لذلك، شكك المتخصصون بفعالية السجلات القائمة على الجريمة، وتفيد أدلة موجودة بأن سجلات كهذه إنما تؤدي لنتائج عكسية.
انتُقدت بعض جوانب سجلات مرتكبي الجرائم الجنسية الحالية في الولايات المتحدة بشكل واسع من قبل منظمات الحقوق المدنية، مثل هيومن رايتس ووتش والاتحاد الأمريكي للحريات المدنية، ومنظمات مهنية مثل جمعية معالجة المعتدين الجنسيين، ورابطة محامي الدفاع الجنائي، إلى جانب مجموعات إصلاحية مثل الرابطة الوطنية للقوانين المنطقية للجرائم الجنسية، ونساء ضد التسجيل، ورابطة العائلات المناصرة لتسجيل عقلاني، بالإضافة إلى باتي ويترلينغ المدافعة عن سلامة الطفل، ورئيس المركز الوطني للأطفال المفقودين والمستغَلّين، فعملياً لا توجد أي دراسة تشير إلى فعالية سجلات الولايات المتحدة الأمريكية، ما دفع بعض الباحثين لاعتبارها عديمة الجدوى، وأشار العديد إلى أنها تؤدي لنتائج عكسية، مناقشين أنها تزيد من معدلات تكرار الجرائم.

## سجلات مرتكبي الجرائم الجنسية حسب الدولة

### أستراليا
يُعتبر السجل الأسترالي الوطني للجناة على الأطفال نظاماً قائماً على شبكة الإنترنت تستخدمه جميع الولايات القضائية، وتستخدم السلطة المخولة هذا السجل لمراقبة الأشخاص المُدانين بجرائم جنسية بحق أطفال وجرائم محددة أخرى بمجرد أن قضوا عقوبتهم، وذلك لمدة 8 سنوات أو 15 سنة أو طوال ما تبقى من حيواتهم (4 سنوات أو 7 سنوات ونصف بالنسبة للجناة الأحداث)، وفي الأول من آذار/ مارس 2011، بلغ عدد الجناة المسجلين 12,596 فرداً على امتداد أستراليا.

### كندا
بدأ تطبيق السجل الكندي الوطني لمرتكبي الجرائم الجنسية في الخامس عشر من كانون الأول/ ديسمبر عام 2004، مع إقرار قانون تسجيل معلومات مرتكبي الجرائم الجنسية، وليس لعامة الشعب الحق بالوصول لهذا السجل.
منذ عام 2001، تدير مقاطعة أونتاريو سجل مرتكبي الجرائم الجنسية الخاص بها بالتزامن مع السجل الفدرالي، وعلى عكس الأخير الذي يتضمن بند انسحاب إذا استطاع الجاني إقناع القاضي بأنه لا يشكل تهديداً، لا يمتلك سجل أونتاريو بنداً كهذا، وكنتيجة لذلك، يُجبر الأشخاص الذين أُدينوا بجريمة محددة في أي وقت بعد عام 2001، وانتقلوا بعد ذلك لأونتاريو، أن يسجلوا لفترة لا تقل عن 10 سنوات، وتبدأ فترة التسجيل في اليوم الذي ينتقل فيه الجاني السابق لأونتاريو.

### الهند
بدأت الهند بتطبيق سجلات مرتكبي الجرائم الجنسية في أيلول/ سبتمبر عام 2018، ويدير المكتب الوطني لسجلات الجرائم هذا السجل، وقد رفع ما يزيد عن 500,000 مرتكب لجريمة جنسية منذ بداياته على قاعدة بياناته، متضمناً أسماءهم، وعناوينهم، وبصماتهم، الخ.

### جمهورية أيرلندا
بموجب قانون مرتكبي الجرائم الجنسية لعام 2001، يُجبر جميع المدانين بجرائم جنسية معينة في جمهورية أيرلندا على إخطار خدمة الشرطة في البلاد (تسمى غاردا سيوشانا أو حرّاس السلام) بأسمائهم وعنواينهم خلال 7 أيام، ويجب أن يُعلموها بأي تغييرات تطرأ على هذه المعلومات، أو ما إن كانوا ينوون البقاء في عنوان مختلف عن ذاك الذي سجلوه لأكثر من 7 أيام (بما يتضمن السفر خارجاً)، ويخضع الأفراد لمتطلبات التسجيل هذه لفترات زمنية متنوعة، اعتماداً على مقياس متدرج لشدة العقوبة التي تلقوها، وهو كما يلي:
| العقوبة                   | فترة الإخطار |
| ------------------------- | ------------ |
| معلّقة أو غير سالبة للحرية | 5 سنوات      |
| 6 أشهر أو أقل             | 7 سنوات      |
| 6 أشهر إلى سنتين          | 10 سنوات     |
| أكثر من سنتين             | غير مسماة    |

### نيوزلندا
كانت لدى حكومة نيوزيلندا خطط بالبدء بسجل لمرتكبي الجرائم الجنسية بنهاية عام 2014، على أن تُدار من قبل شرطة نيوزلندا، وتتشارك معلوماته كل من الشرطة، ووكالة الأطفال، واليافعين والعائلات، ودائرة الإصلاحات (السجون)، ووزارة التنمية الاجتماعية، ووزارة البناء والإسكان؛ وهي جميعها وكالات حكومية تتعامل مع سلامة الطفل، وبشكل مشابه للسجلات الأسترالية والبريطانية، ليس لعامة الشعب الحق بالوصول لسجل مرتكبي الجرائم الجنسية في نيوزلندا، وإنما للمسؤولين الحاملين لتصاريح أمنية فقط.

### المملكة المتحدة
في المملكة المتحدة، يعتبر سجل مرتكبي الجرائم الجنسية والعنيفة قاعدة بيانات من سجلات أولئك المطالَبين بالتسجيل لدى الشرطة بموجب قانون الجرائم الجنسية لعام 2003، وأولئك المسجونين لأكثر من 12 شهراً كعقوبة لارتكابهم جرائم عنيفة، بالإضافة إلى الأشخاص غير المُدانين ولكن يُشك باحتمال ارتكابهم لجرائم، ولكل من أفراد الشرطة، وخدمة المراقبة الوطنية، وخدمة السجن التابعة لجلالة الملكة حق الوصول لهذا السجل، وتديره الوكالة الوطنية لتحسين حفظ النظام التابعة لوزارة الداخلية.

### الولايات المتحدة
تتألف سجلات مرتكبي الجرائم الجنسية في الولايات المتحدة من نظم فدرالية وأخرى على مستوى الولاية الواحدة، وهي مصممة لجمع معلومات عن مرتكبي الجرائم الجنسية المدانين بهدف تطبيق القانون والإخطار العام، وتحافظ جميع الولايات الخمسين بالإضافة إلى مقاطعة كولومبيا على سجلات متاحة لعامة الشعب من خلال مواقع إلكترونية لتسجيل مرتكبي الجرائم الجنسية، بيد أن سجلات بعض أولئك الجناة متاحة للمكلفين بتطبيق القانون فقط.